# Aleksandra Marianna Wiesiołowska
Aleksandra Marianna z Sobieskich Wiesiołowska (zm. 14 września 1645) – posiadaczka starostwa suraskiego w 1617 roku.
Córka polskiego magnata Marka Sobieskiego i Jadwigi Snopkowskiej.

## Życiorys
Wyszła za mąż za krajczego litewskiego oraz późniejszego marszałka wielkiego litewskiego Krzysztofa Wiesiołowskiego. Małżeństwo Aleksandry i Krzysztofa było bezpotomne, jednak małżonkowie wychowywali siostrzenicę Aleksandry, Gryzeldę Wodyńską, późniejszą żonę marszałka wielkiego litewskiego Jana Stanisława Sapiehy. W 1636 Aleksandra Wiesiołowska ufundowała wraz z mężem Kościół Zwiastowania Najświętszej Maryi Panny i klasztor Brygidek w Grodnie, którego budowę zakończono w 1642. Po śmierci męża w 1637, Aleksandra wstąpiła do założonego przez siebie klasztoru, gdzie pełniła funkcję przeoryszy.
W ufundowanym przez Aleksandrę Wiesiołowską klasztorze znajdował się jej portret, przedstawiający marszałkową w stroju zakonnym. Obecnie znajduje się on wraz z wizerunkami jej męża i siostrzenicy w Muzeum Sztuki w Mińsku.